# العلاقات الإثيوبية السورية
العلاقات الإثيوبية السورية هي العلاقات الثنائية التي تجمع بين إثيوبيا وسوريا.

## مقارنة بين البلدين
هذه مقارنة عامة ومرجعية للدولتين:
| وجه المقارنة                                              | إثيوبيا                        | سوريا                    |
| --------------------------------------------------------- | ------------------------------ | ------------------------ |
| المساحة (كم2)                                             | 1.10 مليون                     | 185.18 ألف               |
| عدد السكان (نسمة)                                         | 104.96 مليون                   | 18.27 مليون              |
| الكثافة السكانية (ن./كم²)                                 | 95.42                          | 98.66                    |
| العاصمة                                                   | أديس أبابا                     | دمشق                     |
| اللغة الرسمية                                             | اللغة الأمهرية                 | اللغة العربية            |
| العملة                                                    | بير إثيوبي                     | ليرة سورية               |
| الناتج المحلي الإجمالي (بليون دولار)                      | 80.56 مليار                    | 60.20 مليار              |
| الناتج المحلي الإجمالي (تعادل القوة الشرائية) بليون دولار | 161.90 مليار                   |                          |
| الناتج المحلي الإجمالي الاسمي للفرد دولار أمريكي          | 619                            |                          |
| الناتج المحلي الإجمالي للفرد دولار أمريكي                 | 1.50 ألف                       |                          |
| مؤشر التنمية البشرية                                      | 0.442                          | 0.594                    |
| رمز المكالمات الدولي                                      | +251                           | +963                     |
| رمز الإنترنت                                              | .et                            | .sy                      |
| المنطقة الزمنية                                           | ت ع م+03:00، توقيت شرق أفريقيا | ت ع م+02:00، ت ع م+03:00 |

## منظمات دولية مشتركة
يشترك البلدان في عضوية مجموعة من المنظمات الدولية، منها:
| علم المنظمة | اسم المنظمة                        | تاريخ انضمام إثيوبيا | تاريخ انضمام سوريا |
| ----------- | ---------------------------------- | -------------------- | ------------------ |
|             | الاتحاد البريدي العالمي            | ?                    | ?                  |
|             | مؤسسة التنمية الدولية              | 11 أبريل 1961        | 28 يونيو 1962      |
|             | منظمة حظر الأسلحة الكيميائية       | ?                    | ?                  |
|             | الأمم المتحدة                      | 13 نوفمبر 1945       | 24 أكتوبر 1945     |
|             | وكالة ضمان الاستثمار متعدد الأطراف | 13 أغسطس 1991        | 14 مايو 2002       |
|             | منظمة الشرطة الجنائية الدولية      | ?                    | ?                  |
|             | مؤسسة التمويل الدولية              | 20 يوليو 1956        | 28 يونيو 1962      |
|             | البنك الدولي للإنشاء والتعمير      | 27 ديسمبر 1945       | 10 أبريل 1947      |
|             | الاتحاد الدولي للاتصالات           | 20 فبراير 1932       | 12 يناير 1924      |
|             | يونسكو                             | 1 يوليو 1955         | 16 نوفمبر 1946     |

## وصلات خارجية
- موقع وزارة الخارجية الإثيوبية